# Green Lantern (film)
Green Lantern is een Amerikaanse sciencefiction/superheldenfilm uit 2011, gebaseerd op het gelijknamige personage van DC Comics. De hoofdrollen worden vertolkt door Ryan Reynolds, Blake Lively en Peter Sarsgaard. De regie is verzorgd door Martin Campbell. Het scenario is geschreven door Greg Berlanti met behulp van stripboekschrijvers Michael Green en Marc Guggenheim, en herschreven door Michael Goldenberg.
De film was geen groot succes en kreeg vooral negatieve kritieken.

## Verhaal
De film begint met een flashback, die toont hoe een groep buitenaardse wezens genaamd de Guardians een intergalactische politiemacht oprichten genaamd de Green Lantern Corps. Ze verdelen het universum in 3600 sectoren met 1 Green Lantern per sector. Tevens is te zien hoe Abin Sur, de Green Lantern van sector 2814, op een dag het wezen Parallax verslaat en opsluit op de planeet Ryut. In het heden ontsnapt Parallax echter, doodt drie Green Lanterns en bevecht opnieuw Abin Sur. Sur raakt dodelijk gewond en stort neer op aarde. Voor hij sterft, geeft hij zijn krachtring de opdracht een nieuwe, waardige opvolger te vinden.
De ring komt terecht bij testpiloot Hal Jordan. Hij wordt door Abin Sur tot officiële Green Lantern benoemd en naar de planeet Oa gestuurd voor training. Hier ontmoet hij Sinestro, de leider van de Green Lanterns. Deze is beslist niet blij met Jordans komst, daar mensheid volgens hem een primitief ras is. Door Sinestro’s toedoen besluit Jordan het op te geven en terug te gaan naar de aarde. Hij houdt echter wel de ring.
Ondertussen wordt het lijk van Abin Sur door wetenschapper Hector Hammond onderzocht. In het lijk blijkt echter nog een fragment van Parallax te zitten. Deze vestigt zich in Hammond en geeft hem telepathische en telekinetische krachten, maar drijft hem tevens tot waanzin. Hij probeert zijn vader, die senator is, te vermoorden door diens helikopter neer te laten storten. Jordan grijpt echter in en redt de senator, maar niet veel later pleegt Hammond met succes een tweede aanslag.
Op Oa komt Sinestro met een plan Parallax te stoppen ten koste van de aarde. Hij laat hiervoor een gele versie van de krachtring maken, die dezelfde energie gebruikt als Parallax. Jordan probeert Sinestro om te praten en de Green Lanterns aan te zetten Parallex zelf te bevechten, maar tevergeefs. Jordan gaat daarom zelf het gevecht met Parallax aan. Parallax verslindt bij zijn aankomst op aarde eerst Hammond, en begint vervolgens Coast City te verwoesten. Jordan lokt Parallax weg van de aarde en richting de zon, alwaar hij Parallax in de zon gooit. Jordan wordt als held onthaald bij de Green Lantern Corps en officieel beschermer van de sector waar de aarde toe behoort. Sinestro bezit ondertussen echter nog steeds de gele ring, en aan het eind van de film blijkt hij van plan te zijn deze te gebruiken.

## Rolverdeling
- Ryan Reynolds: Hal Jordan
- Blake Lively: Carol Ferris
- Peter Sarsgaard: Dr. Hector Hammond
- Mark Strong: Thaal Sinestro
- Angela Bassett: Dr. Amanda Waller
- Tim Robbins: Robert Hammond
- Taika Waititi: Thomas Kalmaku
- Geoffrey Rush: Tomar-Re (stem)
- Michael Clarke Duncan: Kilowog (stem)
- Clancy Brown: Parallax (stem)

## Achtergrond

### Ontwikkeling
Begin 1997 benaderde Warner Bros. cultfilmmaker en stripboekschrijver Kevin Smith met het verzoek een scenario te schrijven voor een Green Lantern-film. Hij sloeg het aanbod echter af. Warner Bros. Hierop werd Robert Smigel benaderd en werd besloten van de film meer een komedie te maken. In 2004 voltooide Smigel zijn scenario. Jack Black zou de hoofdrol gaan vertolken. De studio besloot echter de stekker uit het project te trekken nadat fans van de Green Lantern-strips op internet hun afkeur voor het idee van de film lieten blijken.
In oktober 2007 tekende Greg Berlanti voor de regie. Stripboekschrijvers Michael Green en Marc Guggenheim namen het scenario voor hun rekening. In 2008 lekte een eerste versie van dit scenario uit op internet. In dit scenario zou Hector Hammond de eerste grote tegenstander van de Green Lantern worden. Kort hierop liet Guggenheim weten dat het scenario deels gebaseerd was op de Green Lantern-strips van Denny O'Neil en Neal Adams in de jaren 70.
Tegen december 2008 was het scenario klaar en kon de film in voorproductie gaan. Berlanti moest zich echter terugtrekken als regisseur omdat Warner Bros hem toewees aan This Is Where I Leave You. In februari 2009 werd onderhandeld met Martin Campbell voor de regie. De film zelf zou volgens de planning in december 2010 uit moeten komen.

### Productie

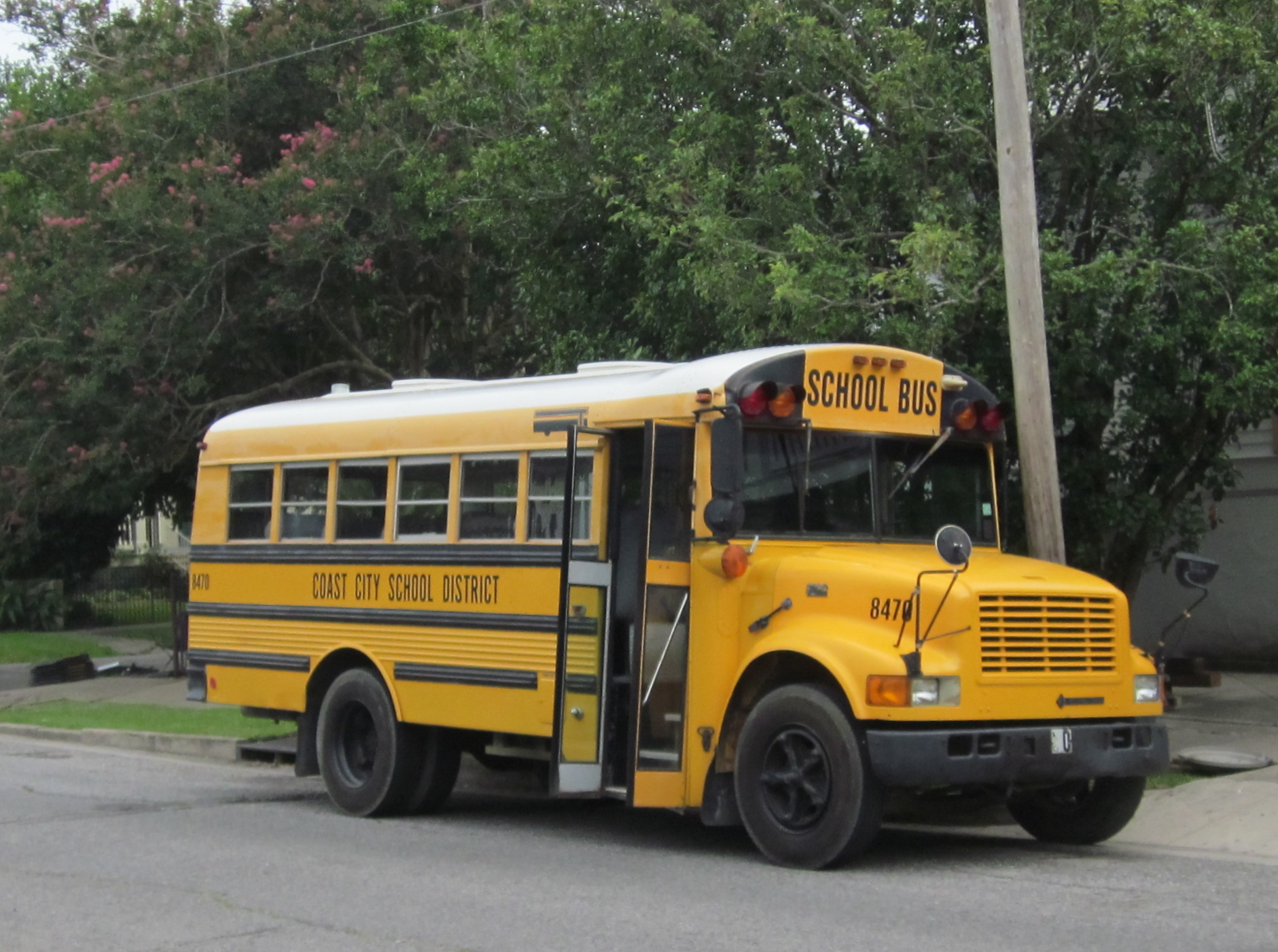
Een schoolbus met de naam van de fictieve stad Coast City erop.

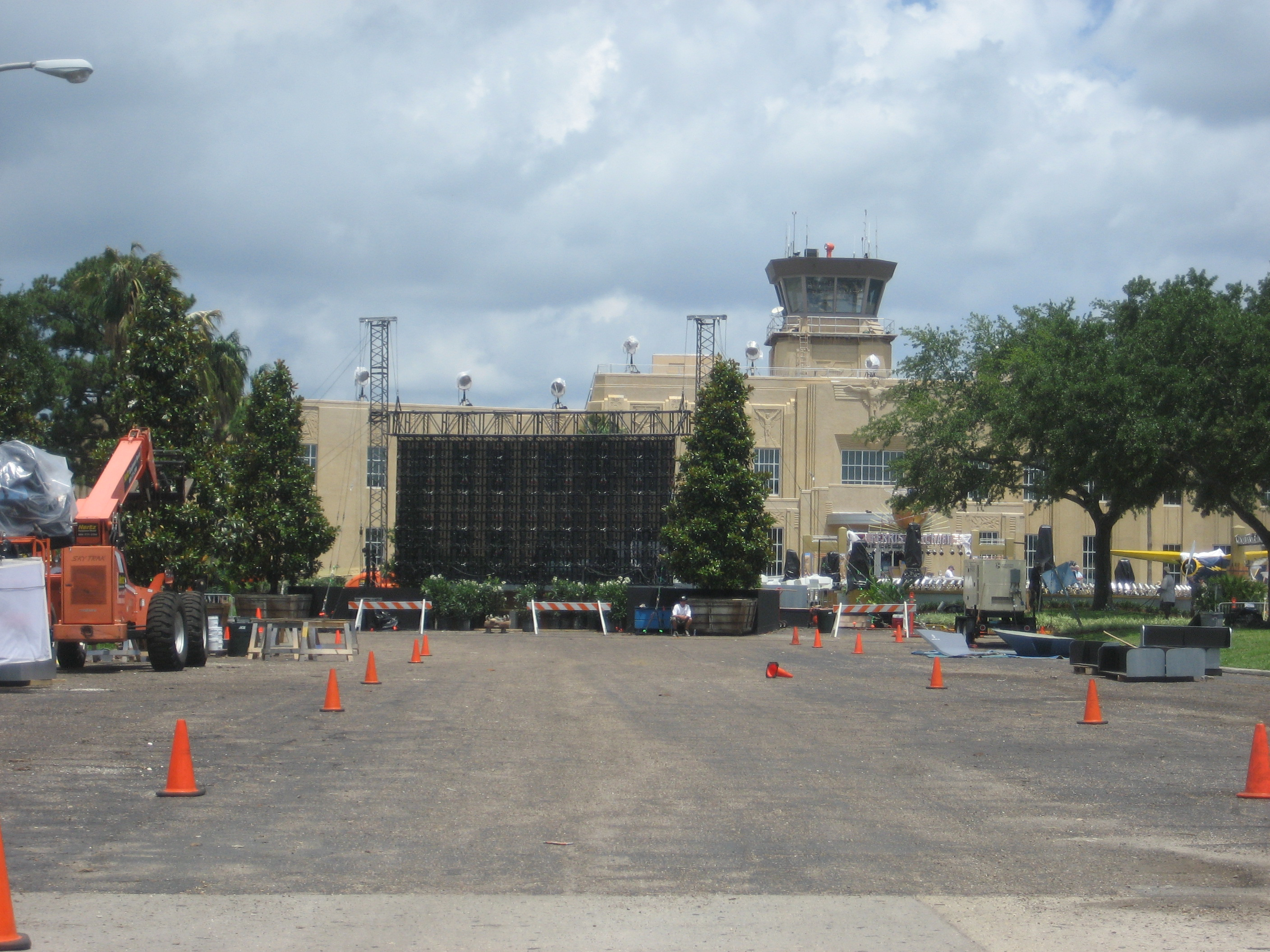
New Orleans Lakefront Airport's Art Deco Terminal diende als set voor het hoofdkwartier van Ferris Aircraf.

Bradley Cooper, Ryan Reynolds, Justin Timberlake en Jared Leto waren de eerste vier keuzes voor de hoofdrol. Op 10 juli 2009 werd bekend dat Reynolds de rol had gekregen. Op 7 januari 2010 werd bekend dat de film definitief het groene licht had gekregen, en binnen 10 weken met de opnamen zou worden begonnen. Eveneens in januari 2010 werd Blake Lively gekozen als Carol Ferris, Peter Sarsgaard als Hector Hammond, en Mark Strong als Sinestro. In februari kwam Tim Robbins bij de acteurs als Senator Hammond.
Green Lantern kreeg een budget van 200 miljoen dollar. De opnamen begonnen in maart 2010 in Louisiana. Op 3 maart 2010 werden hier al wat proefopnamen gedraaid met stuntwagens.
De echte opnamen begonnen op 15 maart 2010 in New Orleans. Negen dagen na aanvang van de opnamen kwam Angela Bassett bij de acteurs.
In april werden er opnamen gemaakt bij de Universiteit van New Orleans. Eveneens in april 2010 maakte Jon Tenney bekend de rol van Hal Jordans vader, testpiloot Martin H. Jordan, te zullen gaan spelen. In juni 2010 begonnen de opnamen in New Orleans Lakefront Airport. Juli 2010 raakte Reynolds gewond tijdens de opnamen.
Op 6 augustus 2010 waren de opnamen afgerond. In een interview met MTV News gaf regisseur Martin Campbell toe dat de film 1300 visuele shots zou bevatten. In januari 2011 werd bekend dat enkele scènes opnieuw opgenomen moesten worden. In maart 2011 kwam Geoffrey Rush bij de acteurs als de stem van Tomar-Re. In april 2011 voegde Warner Bros 9 miljoen dollar extra aan het budget toe voor de visuele effecten.

### Filmmuziek
De muziek van de film werd op 14 juni 2011 uitgebracht. De filmmuziek is gecomponeerd door James Newton Howard, die ook meewerkte aan Batman Begins en The Dark Knight.

Alle muziek is geschreven door James Newton Howard.
| 1.                 | Prologue/Parallax Unbound              | 3:09 |
| 2.                 | Abin Sur Attacked                      | 1:08 |
| 3.                 | Carol Scolds Hal                       | 1:21 |
| 4.                 | Drone Dogfight                         | 3:15 |
| 5.                 | Did Adam Put You Up to This?           | 2:25 |
| 6.                 | The Ring Chose Hal                     | 2:34 |
| 7.                 | Genesis of Good and Evil               | 2:35 |
| 8.                 | The Induction Process                  | 3:05 |
| 9.                 | Welcome to Oa                          | 1:42 |
| 10.                | We're Going to Fly Now                 | 1:53 |
| 11.                | You Reek of Fear                       | 2:13 |
| 12.                | The Origin of Parallax                 | 3:25 |
| 13.                | Run                                    | 5:30 |
| 14.                | You Have to Be Chosen                  | 7:29 |
| 15.                | Hector's Analysis                      | 1:06 |
| 16.                | Hal Battles Parallax                   | 7:19 |
| 17.                | The Corps                              | 2:19 |
| 18.                | Green Lantern Oath(met. Ryan Reynolds) | 0:19 |
| Totale duur: 52:47 |                                        |      |

### Uitgaven en ontvangst
De wereldpremière van Green Lantern vond plaats op 15 juni 2011 in het Grauman's Chinese Theatre in Hollywood. Ten tijde van de première waren de kosten van de film door de reclamecampagne en de effecten gestegen tot 300 miljoen dollar. De film werd onder andere aangeprezen door beeldmateriaal vrij te geven op internet.
De Amerikaanse première van de film was op 17 juni 2011. De eerste avond bracht de film daar 3,4 miljoen dollar op. De opbrengst van de eerste dag bedroeg 21,6 miljoen dollar, genoeg voor een eerste plek vergeleken bij andere films. Na het eerste weekend liep de opbrengst echter snel terug. Zo bracht de film na de eerste week 66,1% minder geld op dan ten tijde van de première, de grootste daling voor een superheldenfilm in 2011. De totale wereldwijde opbrengst kwam uit op 220 miljoen dollar.
Green Lantern kreeg overwegend negatieve reacties van critici. Op Rotten Tomatoes gaf 27% van de recensenten de film een goede beoordeling. Metacritic gaf de film 39 uit 100 punten. De film werd vooral afgekraakt voor het feit dat alles te veel zou draaien om de effecten in plaats van het verhaal. Roger Ebert gaf in zijn beoordeling aan gemengde gevoelens te hebben over de film. Todd McCarthy van The Hollywood Reporter gaf de film echter wel een positieve beoordeling.